# Винеторі (Ілфов)
Винеторі (рум. Vânători) — село у повіті Ілфов в Румунії. Входить до складу комуни Петрекіоая.
Село розташоване на відстані 23 км на північний схід від Бухареста, 129 км на південний схід від Брашова.

## Населення
За даними перепису населення 2002 року у селі проживали 395 осіб, усі — румуни. Усі жителі села рідною мовою назвали румунську.